# Harzberg (Miesbach)
Harzberg ist ein Gemeindeteil von Miesbach auf der Gemarkung Parsberg im oberbayerischen Landkreis Miesbach.

## Ortsbeschreibung
Das Dorf Harzberg liegt am südöstlichen Stadtrand von Miesbach, 1 km südöstlich des Miesbacher Bahnhofs.

## Name
Der Ortsname bezieht sich wohl auf Harz, eine Schmeichelform von Hartmann, oder auf Atzberg für Weideberg, Berg zur Viehweide (von atz für Futter).

## Bevölkerungsentwicklung
Um 1871 lebten in Harzberg 51 Einwohner. Bis 1970 stieg die Bevölkerungszahl auf 142 Einwohner. Im Mai 1987 gab es noch 133 Einwohner in 40 Wohngebäuden, die in 58 Wohnungen aufgeteilt waren.
| Jahr      | 1871 | 1925 | 1950 | 1970 | 1987 |
| Einwohner | 51   | 30   | 65   | 142  | 133  |